# Caryocolum

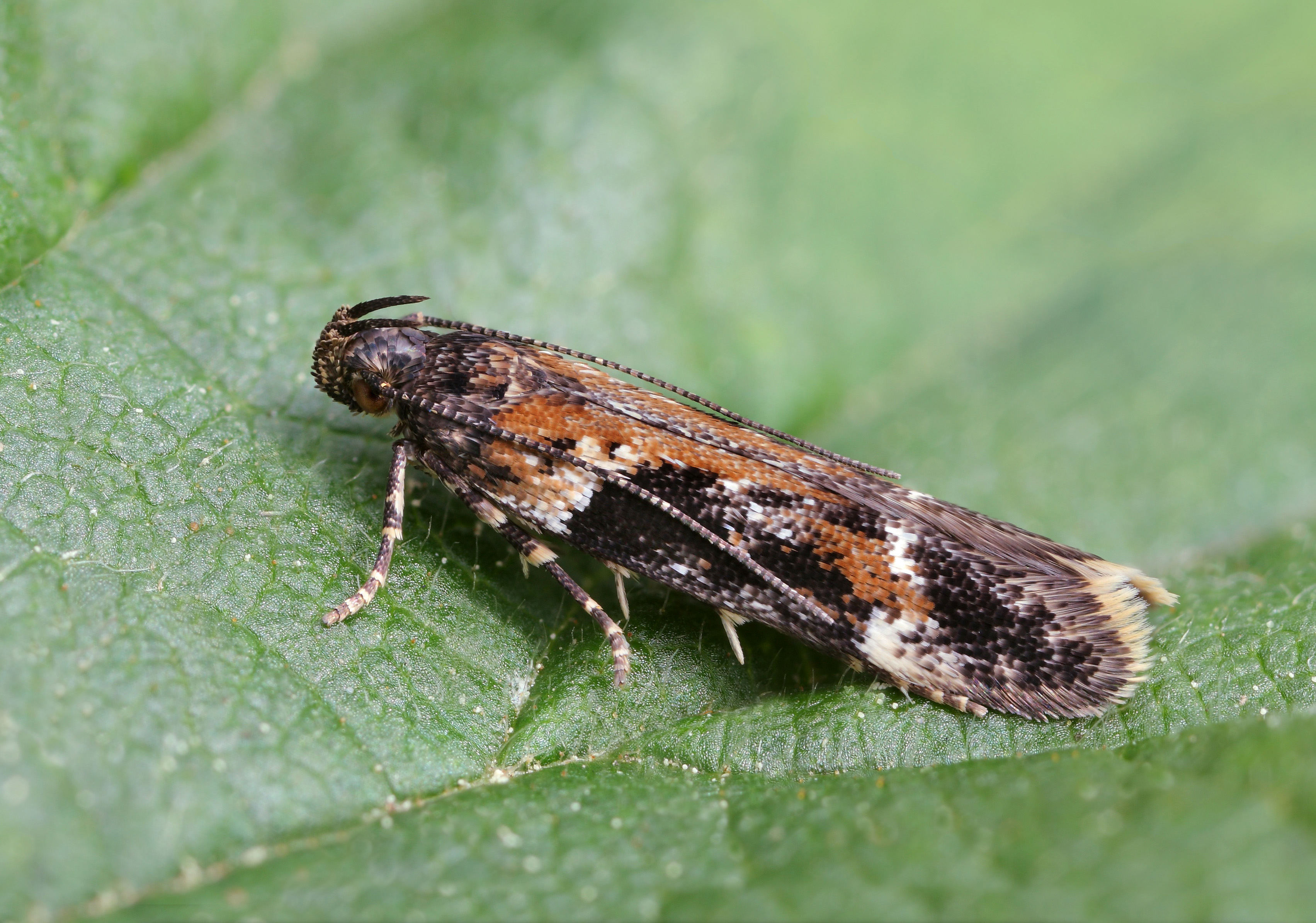
Caryocolum tricolorella

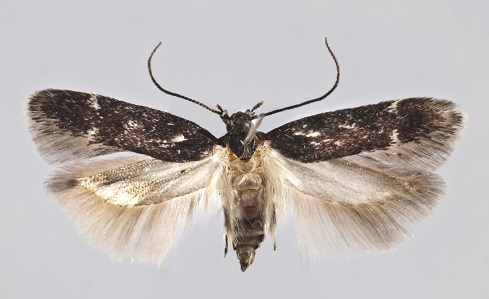
Caryocolum amaurella

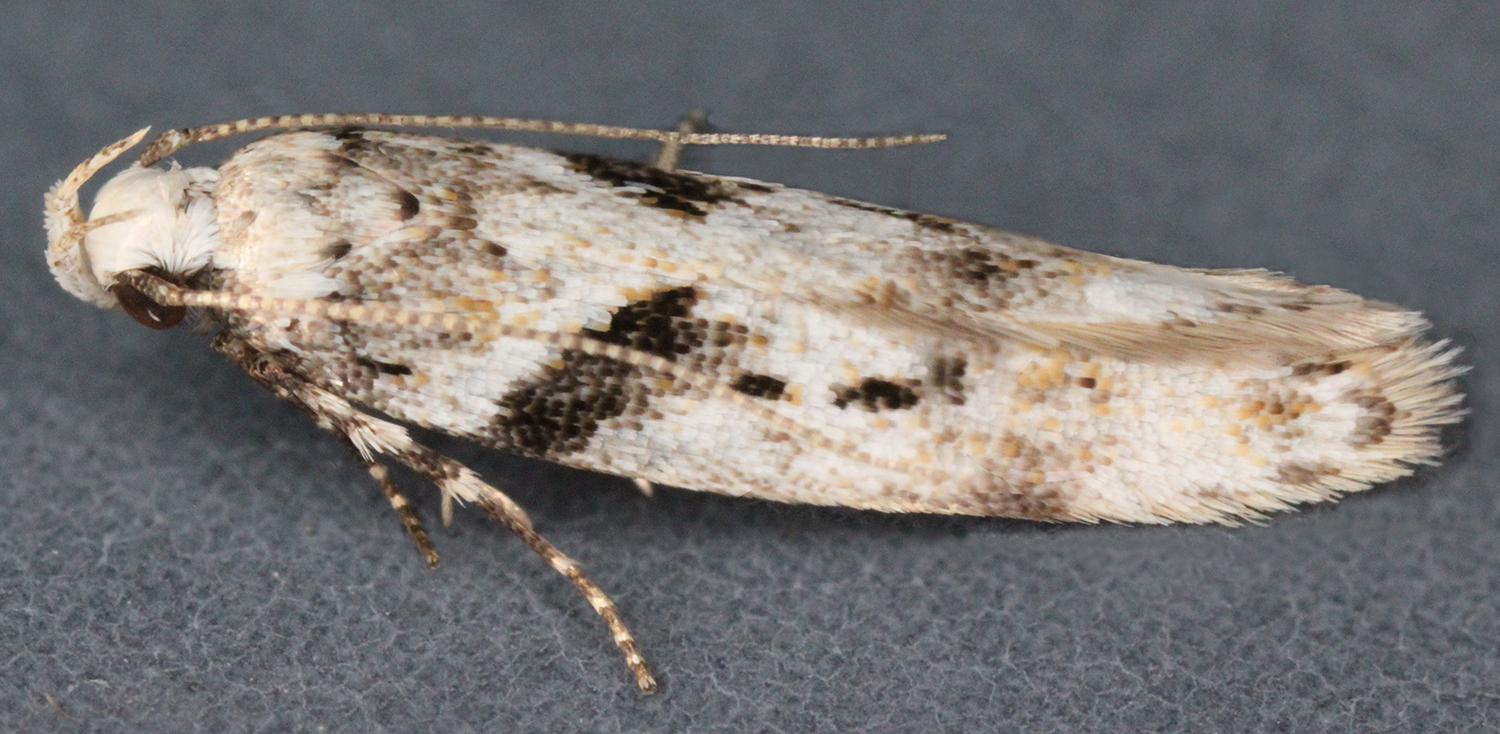
Caryocolum blandella

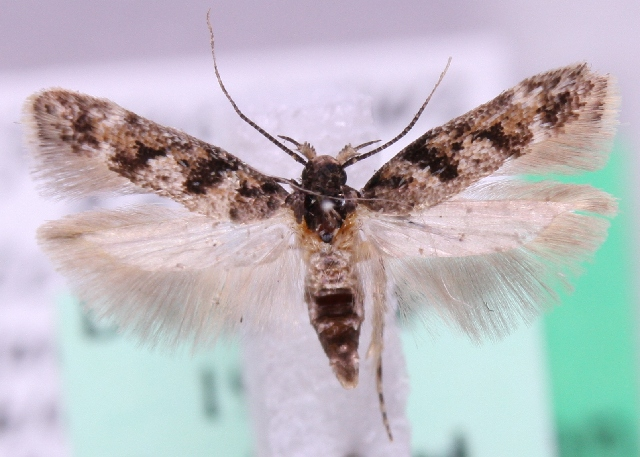
Caryocolum alsinella

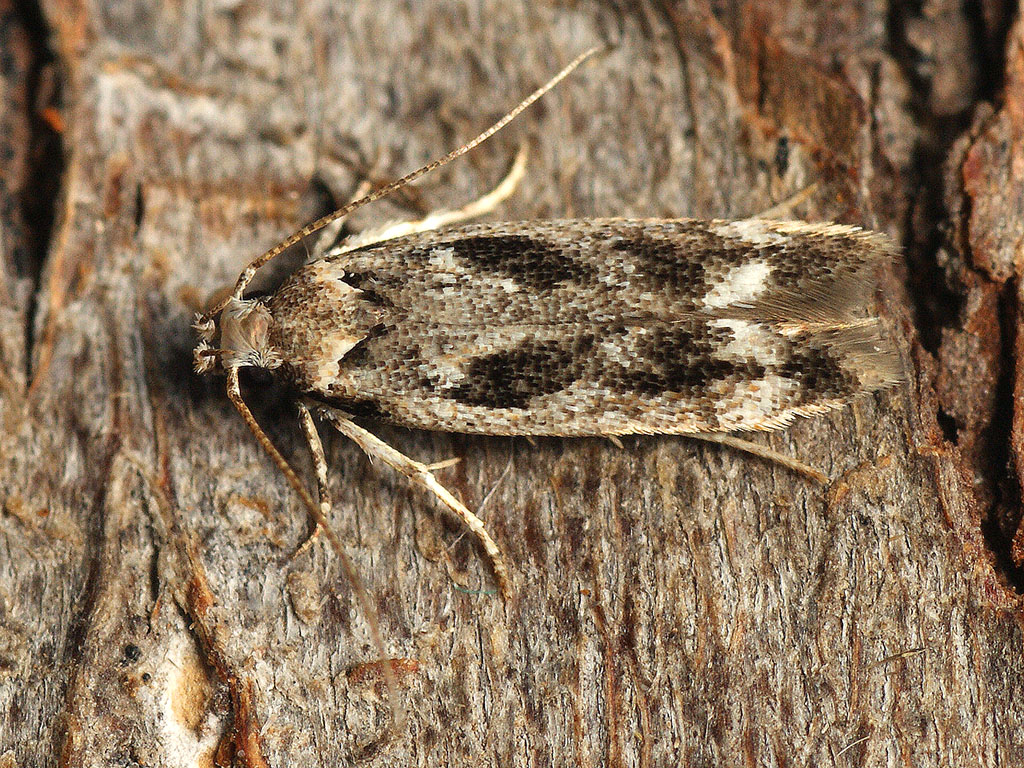
Caryocolum fischerella

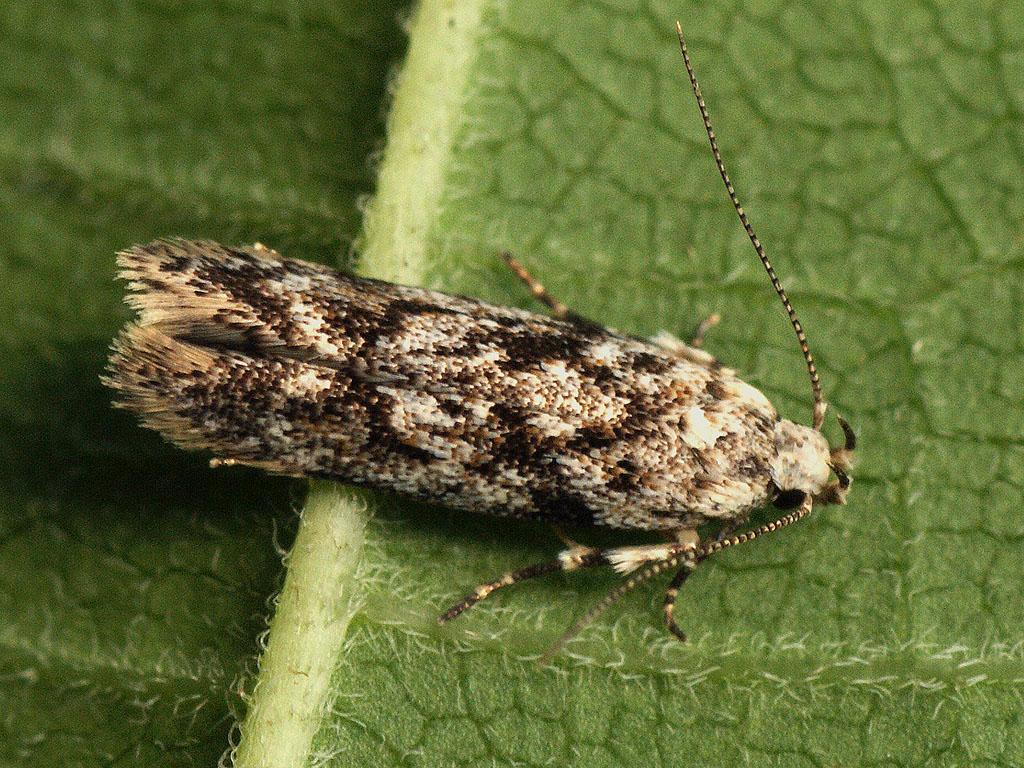
Caryocolum huebneri

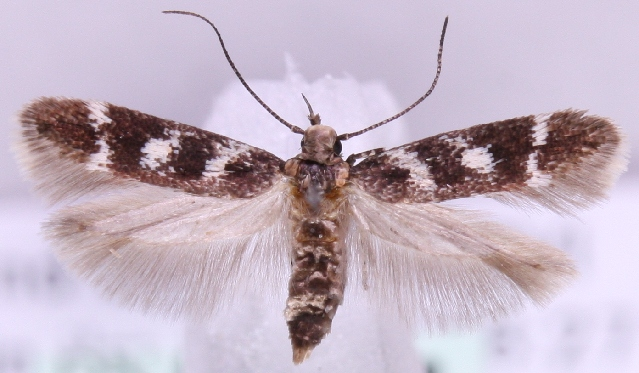
Caryocolum schleichi

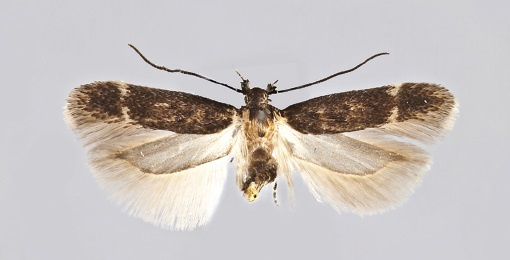
Caryocolum crypticum

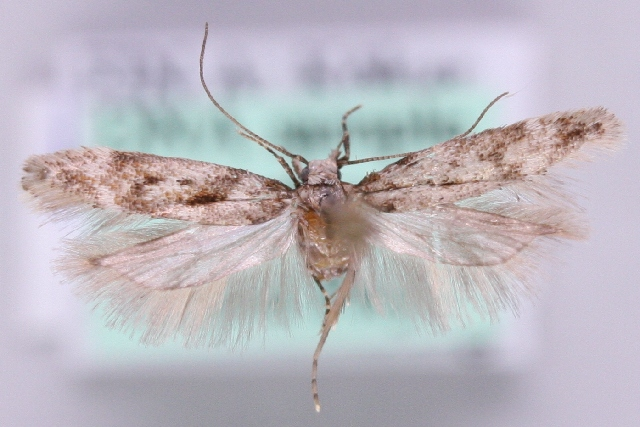
Caryocolum blandelloides

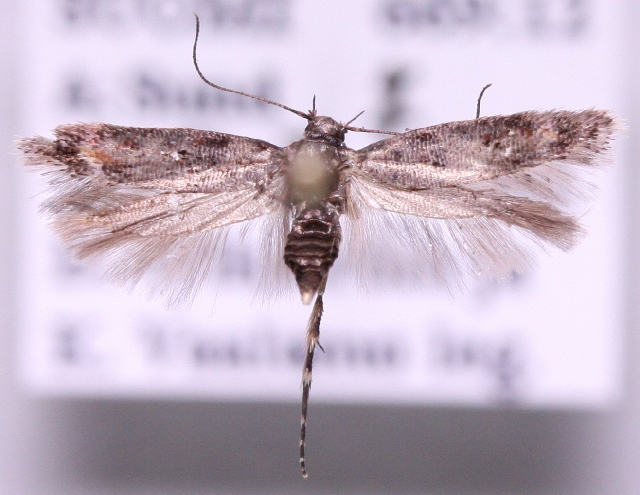
Caryocolum junctella

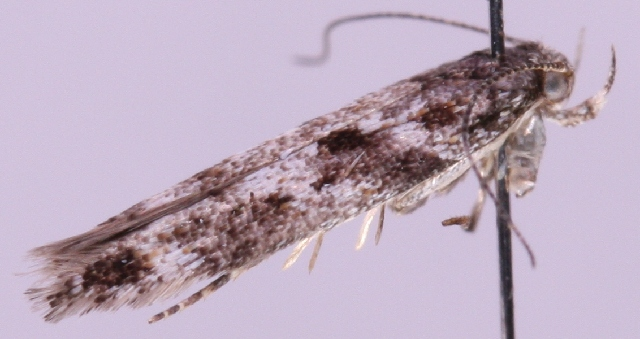
Caryocolum petrophila

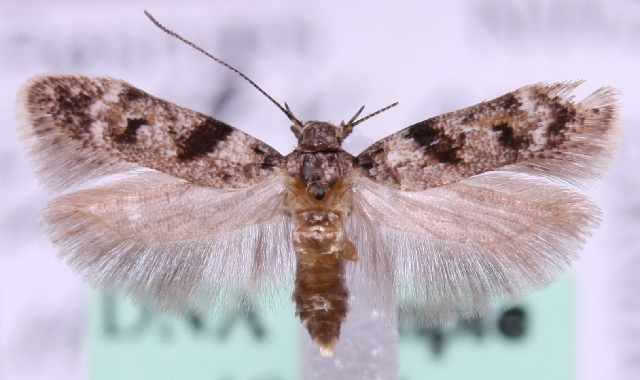
Caryocolum blandulella

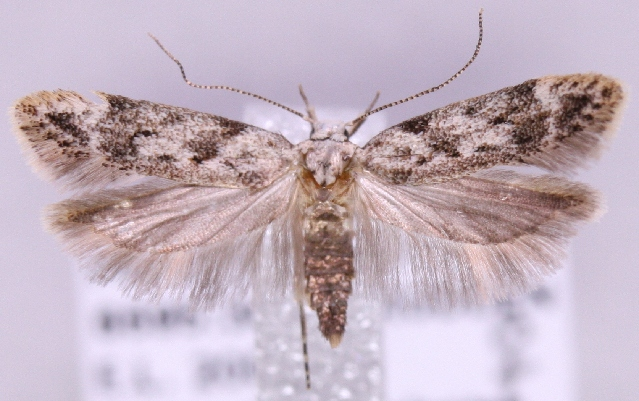
Caryocolum kroesmanniella

Caryocolum – rodzaj motyli z rodziny skośnikowatych i podrodziny Gelechiinae. Obejmuje około 80 opisanych gatunków. Zamieszkują państwo holarktyczne, głównie krainę palearktyczną. Roślinami pokarmowymi gąsienic są przedstawiciele rodziny goździkowatych.

## Morfologia
Motyle te osiągają od 3,5 do 8,5 mm długości skrzydła przedniego.
Głowa ma wypukłą powierzchnię. Czułki są pozbawione grzebykowania. Oprócz oczu złożonych za narząd wzroku służy pojedyncze przyoczko. Głaszczki wargowe odgięte są ku górze i zbudowane z trzech członów, z których pierwszy jest krótki, a drugi dłuższy od niego, nieco dłuższy od trzeciego i zaopatrzony w pędzel sterczących łusek na spodzie. Aparat gębowy ma ponadto dobrze wykształconą, prawie tak długą jak głaszczki wargowe ssawkę oraz czteroczłonowe głaszczki szczękowe.
Skrzydło przednie ma tło jasno- do ciemnobrązowego, rzadko czarne. Na tym tle obecne jest białe, szare lub pomarańczowobrązowe nakrapianie. Wzór typowo obejmuje ciemnobrązową kropkę u nasady, nieregularne jasne przepaski w 1/5 i połowie długości skrzydła, białe do jasnobrązowych plamki na żyłce kostalnej i tornusie w 4/5 długości skrzydła, ciemnobrązową, przecinkowatą kropkę odsiebnie od komórki oraz ciemnobrązową, często podzieloną łatę. Od takiego typowego wzoru występują dalekie odstępstwa. Duża zmienność, aż po osobniki o skrzydłach niemal jednobarwnych, występować może również w obrębie jednego gatunku. Odległość między nasadowymi częściami pierwszej i drugiej gałęzi żyłki radialnej jest niewiele większa niż między drugą a trzecią gałęzią tejże żyłki. Czwarta i piąta gałąź żyłki radialnej wychodzą ze wspólnego pnia. Wspólny pień żyłek medialnych od pierwszej do trzeciej ma przebieg osobny od żyłki kubitalnej. Trzecia gałąź żyłki medialnej biegnie oddzielnie od żyłki kubitalnej lub ma z nią krótki odcinek wspólny u podstawy. Samice mają wędzidełko zbudowane z trzech długich szczecinek.
Odwłok samca ma ósmy segment o tergicie i sternicie oddzielonych, tworzących wolne klapki. Na brzusznej błonie ósmego tergitu osadzona jest przednio-bocznie para rozpraszających feromony pędzelków z długich, włosowatych łusek, czyli coremata. Genitalia samca mają przeciętnie wąski do szerokiego unkus, w różnym stopniu na przedzie wykrojony tegmen, zesklerotyzowaną zawieszkę, nigdy niesięgającą poza unkus walwę oraz zwykle od niej krótszy i oddzielony, rzadko z nią zlany sakulus. Modyfikacje regionu zawieszki są cechą świadczącą o monofiletyzmie rodzaju. Pozbawiony haka gnatos ma szeroką podstawę i poduszeczkowatą kultikulę z licznymi, drobnymi kolcami. Winkulum ma wcięcie lub wykrojenie pośrodku tylnej krawędzi, a często także wykrojenie w częściach środkowo-bocznych, skutkujące jego podziałem na jedną lub dwie pary wyrostków. Sakus miewa różną szerokość, ale zawsze jest długi. Na błoniastym anellusie często występują sklerotyzacje, niekiedy o igłowatej formie. W przedniej części przewodu wytryskowego leży zesklerotyzowana blaszka. Edeagus ma nabrzmiałą podstawę i smukłą część pozostałą, czasem z cierniami na szczycie.
Odwłok samicy pozbawiony jest modyfikacji na krawędzi przedniej siódmego segmentu. Długość gonapofiz przednich wynosi od 0,2 do 0,75 mm, a tylnych od 0,8 do 2,8 mm. Tylna krawędź ósmego segmentu ma długie szczecinki, a czasem także wyrostki. Genitalia cechują się rurkowatym do lejkowatego, zesklerotyzowanym przedsionkiem, parą bocznych sklerotyzacji w przewodzie torebki kopulacyjnej, sięgających do przewodu nasiennego, zwykle dobrze wyodrębnionym korpusem torebki kopulacyjnej oraz zawsze obecnym znamieniem torebki kopulacyjnej, zwykle o formie haka, często z dodatkowym uzębieniem, rzadko o formie płytki.

## Ekologia i występowanie
Rodzaj holarktyczny. Większość gatunków zamieszkuje krainę palearktyczną, będąc tam rozprzestrzenionymi między 28° a 68° szerokości geograficznej północnej. Z Europy podawanych jest 51 gatunków. W Polsce stwierdzono występowanie 17 gatunków (zobacz: skośnikowate Polski). W nearktycznej Ameryce Północnej rodzaj jest nielicznie reprezentowany.
Większość gatunków zamieszkuje tereny górskie. Roślinami pokarmowymi gąsienic są przedstawiciele rodziny goździkowatych.

## Taksonomia
Takson ten wprowadzony został w 1954 roku przez Františka Gregora Jr i Dalibora Povolnego jako podrodzaj w obrębie rodzaju Gnorimoschema, z Gelechia leucomelanella jako gatunkiem typowym. Do rangi rodzaju wyniósł omawiany takson w 1958 roku László Anthony Gozmány. Współczesnej rewizji rodzaju dokonał w 1988 roku Peter Huemer. Na podstawie przeprowadzonej analizy kladystycznej wyróżnił on w jego obrębie 22 grupy gatunków.
Do rodzaju tego należą:
- grupa gatunków: fischerella
  - Caryocolum fischerella (Treitschke, 1833)
- grupa gatunków: tischeriella
  - Caryocolum tischeriella (Zeller, 1839)
- grupa gatunków: alsinella
  - Caryocolum albifaciella (Heinemann, 1870)
  - Caryocolum alsinella (Zeller, 1868)
  - Caryocolum viscariella (Stainton, 1855)
  - Caryocolum vicinella (Douglas, 1851)
  - Caryocolum bosalella (Rebel, 1936)
  - Caryocolum anatolicum Huemer, 1989
- grupa gatunków: sciurella
  - Caryocolum sciurella (Walsingham, 1908)
- grupa gatunków: nepalense
  - Caryocolum nepalense Povolný, 1968
  - Caryocolum longiusculum Huemer, 1988
  - Caryocolum vartianorum Huemer, 1988
- grupa gatunków: tetrameris
  - Caryocolum tetrameris (Meyrick, 1926)
  - Caryocolum paghmanum Huemer, 1988
- grupa gatunków: mongolense
  - Caryocolum mongolense Povolný, 1969
- grupa gatunków: amaurella
  - Caryocolum amaurella (Hering, 1924)
  - Caryocolum crypticum Huemer, Karsholt et Mutanen, 2014
  - Caryocolum iranicum Huemer, 1989
- grupa gatunków: oculatella
  - Caryocolum oculatella (Thomann, 1930)
- grupa gatunków: petryi
  - Caryocolum petryi (Hofmann, 1899)
  - Caryocolum afghanum Huemer, 1988
  - Caryocolum majus Huemer, 1988
  - Caryocolum splendens Povolný, 1977
  - Caryocolum dilatatum Huemer, 1989
  - Caryocolum spinosum Huemer, 1989
- grupa gatunków: saginella
  - Caryocolum inflativorella (Klimesch, 1938)
  - Caryocolum saginella (Zeller, 1868)
  - Caryocolum cauligenella (Schmid, 1863)
- grupa gatunków: trauniella
  - Caryocolum trauniella (Zeller, 1868)
  - Caryocolum peregrinella (Herrich-Schaffer, 1854)
  - Caryocolum delphinatella (Constant, 1890)
- grupa gatunków: provinciella
  - Caryocolum provinciella (Stainton, 1869)
- grupa gatunków: mucronatella
  - Caryocolum mucronatella (Chretien, 1900)
  - Caryocolum simulans Huemer, 1988
- grupa gatunków: leucomelanella
  - Caryocolum abhorrens Huemer, 1988
  - Caryocolum leucomelanella (Zeller, 1839)
  - Caryocolum immixtum Huemer, 1988
  - Caryocolum leucothoracellum (Klimesch, 1953)
  - Caryocolum schleichi (Christoph, 1872)
  - Caryocolum albithoracellum Huemer, 1989
  - Caryocolum similellum Huemer, 1989
- grupa gatunków: marmoreum
  - Caryocolum marmoreum (Haworth, 1828)
  - Caryocolum pullatella (Tengstrom, 1848)
  - Caryocolum protectum (Braun, 1965)
- grupa gatunków: stramentella
  - Caryocolum stramentella (Rebel, 1935)
- grupa gatunków: fraternella
  - Caryocolum hispanicum Huemer, 1988
  - Caryocolum confluens Huemer, 1988
  - Caryocolum fraternella (Douglas, 1851)
- grupa gatunków: interalbicella
  - Caryocolum klosi (Rebel, 1917)
  - Caryocolum interalbicella (Herrich-Schaffer, 1854)
  - Caryocolum laceratella (Zeller, 1868)
  - Caryocolum nearcticum Huemer, 1988
  - Caryocolum blandella (Douglas, 1852)
  - Caryocolum blandelloides Karsholt, 1981
  - Caryocolum horoscopa (Meyrick, 1926)
  - Caryocolum jaspidella (Chretien, 1908)
  - Caryocolum proximum (Haworth, 1828)
  - Caryocolum blandulella (Tutt, 1887)
  - Caryocolum tricolorella (Haworth, 1812)
  - Caryocolum fibigerium Huemer, 1988
  - Caryocolum junctella (Douglas, 1851)
  - Caryocolum kasyi Huemer, 1988
  - Caryocolum transiens Huemer, 1992
- grupa gatunków: extremum
  - Caryocolum extremum Huemer, 1988
- grupa gatunków: cassella
  - Caryocolum cassella (Walker, 1864)
- grupa gatunków: huebneri
  - Caryocolum moehringiae (Klimesch, 1954)
  - Caryocolum petrophilum (Preissecker, 1914)
  - Caryocolum huebneri (Haworth, 1828)
  - Caryocolum kroesmanniella (Herrich-Schaffer, 1854)
- grupa gatunków: incertae sedis
  - Caryocolum arenbergeri Huemer, 1989
  - Caryocolum baischi Huemer et Karsholt, 2010
  - Caryocolum dauphini Grange et Nel, 2012
  - Caryocolum divergens Huemer, 1989
  - Caryocolum gallagenellum Huemer, 1989
  - Caryocolum leucofasciatum Huemer, 1989
  - Caryocolum mazeli Huemer et Nel, 2005
  - Caryocolum repentis Huemer et Luquet, 1992
  - Caryocolum siculum Bella, 2008
  - Caryocolum srnkai Huemer et Karsholt, 2011